# Kowańce
Kowańce (biał. Кованцы; ros. Кованцы) – wieś na Białorusi, w obwodzie grodzieńskim, w rejonie werenowskim, w sielsowiecie Bieniakonie, przy linii kolejowej Lida – Bieniakonie – Wilno.
W dwudziestoleciu międzywojennym początkowo wchodziły w skład okręgu wileńskiego Zarządu Cywilnego Ziem Wschodnich (1919–1920), później Litwy Środkowej (1920–1922), gdzie przynależały do powiatu oszmiańskiego i gminy Dziewieniszki.
Po przyłączeniu do Polski, do 1 lipca 1926 leżały w Ziemi Wileńskiej, w powiecie oszmiańskim, w gminie Dziewieniszki; następnie w województwie nowogródzkim, w powiecie lidzkim, w gminie Bieniakonie.